# Morgan Brittany
Morgan Brittany (Los Angeles, 5 december 1951) is een Amerikaans actrice. Ze is onder andere bekend vanwege haar rol van Katherine Wentworth in Dallas.

## Biografie
Ze werd geboren als Suzanne Cupito op 5 december 1951. Haar eerste rol, onder haar geboortenaam, had ze vast in 1960 in een aflevering van The Twilight Zone. In de jaren zeventig kwam haar carrière van de grond als Morgan Brittany.